# エドワード・バルデス
エドワード・エンリケ・バルデス（Edward Enrique Valdez、1980年2月8日 - ）は、ドミニカ共和国ペラビア州出身の元プロ野球選手（投手）。

## 経歴

### プロ入りとレッズ傘下時代
1999年10月にシンシナティ・レッズと契約を結んだ。
2000年と2001年はドミニカン・サマーリーグのDSLレッズでプレー。
2002年は、ルーキー級ガルフ・コーストリーグのGCLレッズで10試合登板、6勝2敗、防御率2.04の成績を挙げ、AA級チャタヌーガ・ルックアウツでも1試合に登板した。
2003年は、A級デイトン・ドラゴンズで19試合登板、11勝3敗、防御率3.72の成績を残した。
2006年は、AA級チャタヌーガで29試合に登板し、7勝10敗、防御率3.89の成績を残したが、10月15日にFAとなった。	

### ナショナルズ傘下時代
2007年3月にワシントン・ナショナルズとマイナー契約を結んだ。この年はAA級ハリスバーグ・セネターズで3試合に登板し、0勝0敗1セーブ、防御率0.00、AAA級コロンバス・クリッパーズで43試合に登板し、2勝5敗2セーブ、防御率4.74の成績を残した。10月29日にFAとなった。

### ロッキーズ傘下時代
2007年12月21日にコロラド・ロッキーズとマイナー契約を結んだ。
2008年はAA級タルサ・ドリラーズで46試合、AAA級コロラドスプリングス・スカイソックスで4試合に登板し、2球団合計で5勝4敗、防御率4.62の成績を残した。12月3日にFAとなった。

### 中日時代
2009年はマイナー球団には所属せず、ドミニカ国内のアマチュアリーグでプレーした。秋からドミニカ・ウィンターリーグ（LIDOM）に参加中に、視察に訪れた中日ドラゴンズヘッドコーチの森繁和の目に留まり、中日ドラゴンズと契約した。
2010年は8試合に登板したが、1勝3敗、防御率4.91という成績に終わり、10月3日にディオニス・セサルと共に来年度契約を結ばないことが発表され、12日に自由契約公示された。

### 中日退団後
2011年3月17日にリーガ・メヒカーナ・デ・ベイスボルのメキシコシティ・レッドデビルズと契約したが、4月5日に自由契約となった。その後は独立リーグ・ノース・アメリカン・リーグのカルガリー・ヴァイパーズに所属し、14試合登板、6勝3敗、防御率7.23の成績を挙げた。
その後は2015年までリーガ・メヒカーナ・デ・ベイスボルでプレーし、冬季にはドミニカン・ウィンターリーグでもプレー。
2016年以降はウィンターリーグに専念し、2017年-2018年シーズンを最後に現役を引退した。

## プレースタイル
最速140km/h台後半を記録するストレートはカットボールのような変化を伴う。変化球は、スライダーを軸にカットボール・チェンジアップなどを投げ分ける。中でもカットボールは「バルカット」と呼ばれ、かつて同じドミニカ出身のルイス・ポローニャのバットを折ったことが自慢。

## 詳細情報

### 年度別投手成績
| 年 度     | 球 団     | 登 板 | 先 発 | 完 投 | 完 封 | 無 四 球 | 勝 利 | 敗 戦 | セ 丨 ブ | ホ 丨 ル ド | 勝 率 | 打 者 | 投 球 回 | 被 安 打 | 被 本 塁 打 | 与 四 球 | 敬 遠 | 与 死 球 | 奪 三 振 | 暴 投 | ボ 丨 ク | 失 点 | 自 責 点 | 防 御 率 | W H I P |
| --------- | --------- | ----- | ----- | ----- | ----- | -------- | ----- | ----- | -------- | ----------- | ----- | ----- | -------- | -------- | ----------- | -------- | ----- | -------- | -------- | ----- | -------- | ----- | -------- | -------- | ------- |
| 2010      | 中日      | 8     | 7     | 0     | 0     | 0        | 1     | 3     | 0        | 0           | .250  | 150   | 33.0     | 36       | 4           | 14       | 2     | 3        | 13       | 4     | 2        | 23    | 18       | 4.91     | 1.52    |
| 通算：1年 | 通算：1年 | 8     | 7     | 0     | 0     | 0        | 1     | 3     | 0        | 0           | .250  | 150   | 33.0     | 36       | 4           | 14       | 2     | 3        | 13       | 4     | 2        | 23    | 18       | 4.91     | 1.52    |

### 記録
NPB
- 初登板：2010年3月28日、対広島東洋カープ3回戦（ナゴヤドーム）、5回表に2番手で救援登板、1/3回4失点（自責点0）
- 初先発・初勝利：2010年4月1日、対東京ヤクルトスワローズ3回戦（明治神宮野球場）、5回2失点
- 初奪三振：同上、2回裏に宮本慎也から空振り三振（振逃）

### 背番号
- 45 （2010年）